# مارك دونيلي
مارك دونيلي هو مغني كندي، ولد في 29 فبراير 1960 في فانكوفر في كندا.